# 17-es busz (Veszprém)
A veszprémi 17-es jelzésű autóbusz a Haszkovó forduló és a Tesco áruház között közlekedett.

## Története
A járatot 2019. január 1-jén indította el Veszprém új szolgáltatója, a V-Busz. Az alacsony utaslétszám, és a járat üzemeltetése gazdaságilag nem érte meg, így a V-Busz a szeptember 1-jei menetrend-módosításánál a járatot már nem indította el.

## Útvonala
| Tesco áruház felé | Haszkovó forduló felé |
| --- | --- |
| Haszkovó forduló vá. – Haszkovó utca – Kálvin János park – Haszkovó utca – Hold utca – Budapest út – 82-es főút – áruházi bekötőút – Tesco áruház vá. | Tesco áruház vá. – áruházi bekötőút – 82-es főút – Budapest út – Hold utca – Haszkovó utca – Kálvin János park – Haszkovó utca – Haszkovó forduló vá. |

## Megállóhelyei
| 0 | Haszkovó forduló végállomás | 10 | 1, 2, 3, 4, 4A, 6, 7, 7A, 8, 10, 11, 20, 21 |
| 1 | Haszkovó utca               | 9  | 3, 4, 4A, 7, 7A, 11, 20, 21                 |
| 3 | Őrház utca                  | 7  | 3, 11, 13, 20, 21                           |
| 4 | Fecske utca                 | 6  | 11, 13, 20, 21                              |
| 5 | Budapest út                 | 4  | 5, 6, 8, 11                                 |
| 8 | Tesco áruház (82-es főút)   | 1  | 5, 7, 13, 21, 23, 24, 25 Helyközi buszok    |
| 9 | Tesco áruház végállomás     | 0  | 7                                           |